# Liste der Monuments historiques in Villebernier
Die Liste der Monuments historiques in Villebernier führt die Monuments historiques in der französischen Gemeinde Villebernier auf.

## Liste der Bauwerke
| Bezeichnung        | Beschreibung                       | Standort | Kennzeichnung | Schutzstatus | Datum | Bild |
| ------------------ | ---------------------------------- | -------- | ------------- | ------------ | ----- | ---- |
| Château de Launay  | Schloss, erbaut im 15. Jahrhundert | (Lage)   | PA00109407    | Classé       | 1963  |      |
| Kirche St-Mainbœuf | Erbaut im 11./12. Jahrhundert      | (Lage)   | PA00109408    | Inscrit      | 1962  |      |

## Liste der Objekte
- Monuments historiques (Objekte) in Villebernier in der Base Palissy des französischen Kultusministeriums